# Bettina von Arnim
Bettina von Arnim, født Elisabeth Catharina Ludovica Magdalena Brentano (4. april 1785 – 20. januar 1859), var en tysk romantisk forfatter og kulturpersonlighed. Hun var søster til Clemens Brentano og blev gift med dennes ven Achim von Arnim i 1811. Bettina von Arnim er kendt for sine brevvekslinger med Goethe.